# Alojzy Zieliński
Alojzy Zieliński (ur. 24 maja 1937 w Godowie, zm. 16 marca 1998) – polski działacz młodzieżowy, partyjny i państwowy, wojewoda chełmski (1975–1984).

## Życiorys

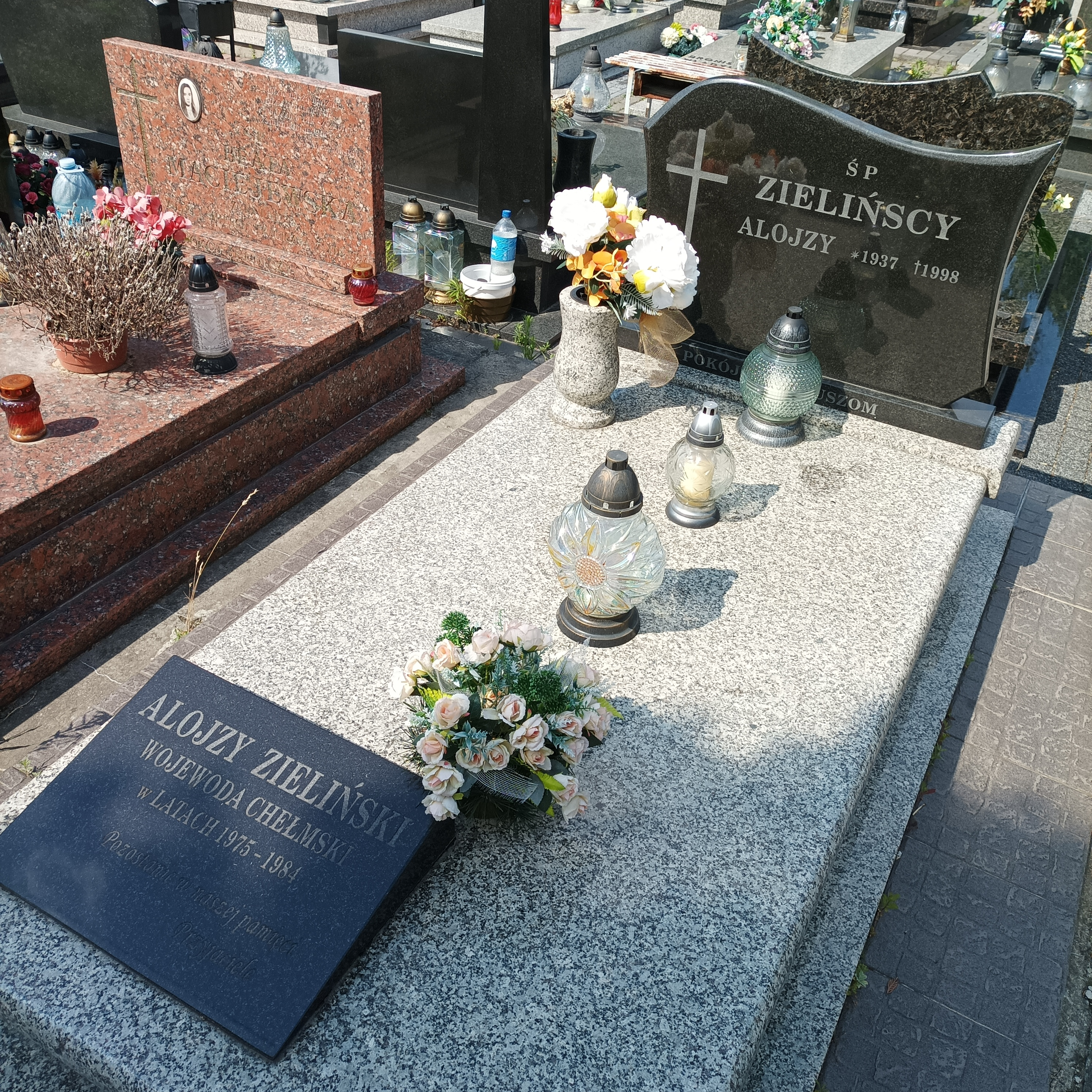
Grób Alojzego Zielińskiego na cmentarzu komunalnym na Majdanku w Lublinie

Syn Czesława i Stanisławy. Od 1954 do 1956 członek Związku Młodzieży Polskiej, a od 1957 do 1962 do Związku Młodzieży Socjalistycznej. W 1961 wstąpił do Polskiej Zjednoczonej Partii Robotniczej, ponadto był członkiem TPRR i przewodniczącym ZW TPRR w Chełmie. Przez wiele lat pracował w Prezydiach Powiatowych Rad Narodowych w Hrubieszowie i Łukowie oraz Prezydium Wojewódzkiej Rad Narodowej w Lublinie. W latach 1973–1975 kierował Wydziałem Rolnictwa, Leśnictwa i Skupu w Urzędzie Wojewódzkim w Lublinie. 1 czerwca 1975 objął nowo utworzoną funkcję wojewody chełmskiego. Pełnił ją do 24 marca 1984 roku, kiedy to zastąpił go Jan Łaszcz. Następnie do grudnia 1986 był pierwszym sekretarzem KW PZPR w Chełmie, a potem do końca 1989 kierował Wydziałem Gospodarki Wewnątrzpartyjnej w KC PZPR. Był delegatem na X Zjazd PZPR. Po 1989 na emeryturze. Został pochowany na cmentarzu komunalnym na Majdanku w Lublinie (kwatera S5K5/7/22).